# シロッコ (鳥)
シロッコ（Sirocco、1997年3月23日生まれ）は、フクロウオウム（カカポ）のオスの個体である。
彼は、BBCの番組 Last Chance to Seeの収録に来たスタッフをメスと勘違いして交尾しようとしたことで有名になり、後に彼をモチーフとしたインターネットミーム・パーティーパロットが誕生している。
2010年、国際生物多様性年に展開する自然保護キャンペーンの一環として、当時の首相であるジョン・キーは1月、シロッコを環境保護大使に任命した。

## 経歴

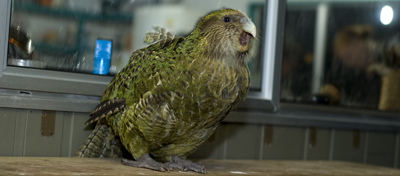
2008年撮影

シロッコは、1997年3月23日に南島の南、スチュアート島の近くのコッドフィッシュ島で誕生した。生後三週間目に呼吸器疾患にかかったため、母親のゼファー(Zephyr)から引き離され、人間の手による人工飼育がおこなわれた。
このため、彼は人間を仲間として刷り込まれており、他のカカポとの交流は持たず、時には人間に対しても交尾をしようとする。
その後、彼は2006年にウルバ島を訪れた ほか、オークランド動物園（2009年）やジーランディア自然保護区（2011年）、サンクチュアリ・マウンガタウタリ山（2012年）といった様々な場所を訪れている。
20歳の誕生日を迎えた2017年3月23日、定期健診に訪れた科学者はシロッコを発見できなかったが、2018年2月8日に発見され、再度発信器を取り付けられた。

## Last Chance to Seeでの出来事
2009年、動物学者のマーク・カーワディンとテレビ司会者のスティーヴン・フライはBBCの自然番組Last Chance to Seeの収録のため、コッドフィッシュ島を訪れた。シロッコを撮影していたところ、シロッコがカーワディンに興味を持ち、彼の頭に飛び乗って交尾をしようとした。
この時の動画はYoutubeに投稿され、1週間の間に再生回数は700,000回を超え、1年後には200万回を超え、2012年には400万回を突破している。
その後、シロッコのFacebookとTwitterのアカウントが開設され、多数のフォロワーが登録された。

## 関連作品
- Sirocco – How a Dud Became a Stud - Ashwika Kapurによるドキュメンタリー映画[14]